# Оболєнський Ігор Георгійович
Ігор Георгійович Оболєнський (позивний «Корнет») — український військовослужбовець, полковник Національної гвардії України, учасник російсько-української війни, що відзначився у ході російського вторгнення в Україну. Командир 2-го корпусу НГУ «Хартія» (з квітня 2025 року).

## Життєпис
Закінчив Військовий інститут ракетних військ та артилерії імені Богдана Хмельницького. Магістр із правознавства та агрономії. Працював на керівних та менеджерських посадах бізнес-компаній.
Від 2014 року служив в артилерійській бригаді Збройних силах України та спецпідрозділі «Омега». 2015 року призначений командиром 1-го батальйону 4-ї бригади оперативного призначення Національної гвардії України. Брав участь у бойових діях за Краматорськ і Слов'янськ.
У 2019 року звільнився з військової служби і перейшов у бізнес. До початку повномасштабної війни працював у компаніях МХП та «Агротрейд». Бізнесовий управлінський досвід він сьогодні застосовує у війську.
З початком широкомасштабного російського вторгнення в Україну знову на фронті, очолював добровільне формування територіальної громади «Хартія», на базі якого утворена 13-та бригада оперативного призначення НГУ «Хартія», командиром якої призначений 20 березня 2023 року Ігор Оболєнський.
15 квітня 2025 року призначений командиром 2-го корпусу НГУ «Хартія».

## Нагороди
- орден Богдана Хмельницького ІІ ступеня (26 травня 2025) — за особисту мужність, виявлену в захисті державного суверенітету та територіальної цілісності України, самовіддане служіння Українському народові[6];
- орден Богдана Хмельницького ІІІ ступеня (23 серпня 2024) — за особисту мужність, виявлену в захисті державного суверенітету та територіальної цілісності України, самовіддане служіння Українському народові[7];
- орден «За мужність» III ступеня (13 жовтня 2022) — за особисту мужність і самовідданість, виявлені у захисті державного суверенітету та територіальної цілісності України, бездоганне служіння Українському народові, вірність військовій присязі[8][9].

## Військові звання
- полковник,
- підполковник.